# Amcotts
Amcotts – wieś w Anglii, w hrabstwie ceremonialnym Lincolnshire, w dystrykcie (unitary authority) North Lincolnshire. Leży 44 km na północ od Lincoln i 237 km na północ od Londynu.